# 泽蛇属
泽蛇属（学名：Limnophis）为游蛇科的一个属。

## 下属物种
本属包括以下物种：
- Limnophis bangweolicus (Mertens, 1936)
- Limnophis bicolor Günther, 1865
- Limnophis branchi Conradie, Deepak, Keates & Gower, 2020[2]